# Уст Нера
Уст Не́ра (на руски: Усть-Нера; на якутски: Уус Ньара) е селище от градски тип, административен център на Оймяконски улус в Якутия, Русия. Разположено е на мястото на вливането на р. Нера в р. Индигирка. Населението му към 2016 г. възлиза на 5597 души.

## История
Селището е основано през 1937 г. във връзка с разработването на златно находище. Добивът на злато започва през 1942 г. През 1946 г. е построено първото училище, както и Индигирският енергокомбинат. В периода 1949 – 1958 г. Уст Нера е дом на Индигирския лагер към Далстрой. През тези години затворниците строят инфраструктурата на града, добиват злато и работят по построяването на Колимската магистрала. Статут на селище от градски тип получава през 1950 г. През 1951, 1959 и 1967 г. селището е наводнено. След първото наводнение, водата стига до втория етаж на училището, продоволствените складове се оказват под вода, а населението се евакуира към по-високите места. Едва след второто наводнение ръководството на района решава да укрепи брега на река Индигирка. От 1954 г. Уст Нера е районен център на Оймяконския улус. През 1971 г. жителите на Уст Нера стават едни от първите в Якутия, получили достъп до телевизия. През 1978 г. е построен бетонен мост над Индигирка в близост до селището.

## Население
Населението е представено от около 57% руснаци, 23% якути и други.
| 1959   | 1970 | 1979   | 1989   | 2002 | 2009 | 2010 |
| ------ | ---- | ------ | ------ | ---- | ---- | ---- |
| 10 789 | 7820 | 10 399 | 12 535 | 9457 | 8605 | 6463 |
| 2012   | 2013 | 2014   | 2015   | 2016 |      |      |
| 6077   | 5846 | 5643   | 5898   | 5597 |      |      |

## Климат
Климатът в Уст Нера е субарктичен, граничещ с полярен. Средната годишна температура е -15.4 °C, а средното количество валежи е около 237 mm.
| Климатични данни за Уст Нера       | Климатични данни за Уст Нера | Климатични данни за Уст Нера | Климатични данни за Уст Нера | Климатични данни за Уст Нера | Климатични данни за Уст Нера | Климатични данни за Уст Нера | Климатични данни за Уст Нера | Климатични данни за Уст Нера | Климатични данни за Уст Нера | Климатични данни за Уст Нера | Климатични данни за Уст Нера | Климатични данни за Уст Нера | Климатични данни за Уст Нера |
| Месеци                             | яну.                         | фев.                         | март                         | апр.                         | май                          | юни                          | юли                          | авг.                         | сеп.                         | окт.                         | ное.                         | дек.                         | Годишно                      |
| Средни максимални температури (°C) | −40,1                        | −35,1                        | −21,4                        | −5,4                         | 7,3                          | 18,7                         | 21,0                         | 18,0                         | 8,8                          | −9,2                         | −30,2                        | −39,4                        |                              |
| Средни температури (°C)            | −44                          | −40,7                        | −30,4                        | −14,9                        | 0,7                          | 11,1                         | 13,3                         | 10,2                         | 2,5                          | −14,7                        | −34,5                        | −43                          |                              |
| Средни минимални температури (°C)  | −47,9                        | −46,2                        | −39,3                        | −24,3                        | −5,8                         | 3,5                          | 5,7                          | 2,4                          | −3,7                         | −20,1                        | −38,8                        | −46,5                        |                              |
| Средни месечни валежи (mm)         | 8                            | 7                            | 4                            | 7                            | 17                           | 37                           | 55                           | 45                           | 24                           | 14                           | 11                           | 8                            |                              |
| ---------------------------------- | ---------------------------- | ---------------------------- | ---------------------------- | ---------------------------- | ---------------------------- | ---------------------------- | ---------------------------- | ---------------------------- | ---------------------------- | ---------------------------- | ---------------------------- | ---------------------------- | ---------------------------- |
| Източник: Climate-Data             |                              |                              |                              |                              |                              |                              |                              |                              |                              |                              |                              |                              |                              |

## Икономика
Основният отрасъл в Уст Нера е златодобивът. Селището разполага с летище и е свързано с Колимската магистрала, свързваща Якутск и Магадан.